# Liste der Monuments historiques in Saint-Vincent-sur-Graon
Die Liste der Monuments historiques in Saint-Vincent-sur-Graon führt die Monuments historiques in der französischen Gemeinde Saint-Vincent-sur-Graon auf.

## Liste der Bauwerke
| Bezeichnung            | Beschreibung | Standort | Kennzeichnung | Schutzstatus | Datum | Bild           |
| ---------------------- | ------------ | -------- | ------------- | ------------ | ----- | -------------- |
| Menhir de la Chenillée |              | (Lage)   | PA00110265    | Inscrit      | 1988  | weitere Bilder |

## Liste der Objekte
- Monuments historiques (Objekte) in Saint-Vincent-sur-Graon in der Base Palissy des französischen Kultusministeriums